# Heterogenitätssensibilität
Heterogenität beschreibt im pädagogischen Kontext die Unterschiedlichkeit von Schülern innerhalb einer Lerngruppe bezogen auf verschiedene Merkmale.
Heterogenität entsteht über den Vergleich solcher Merkmale, welchen zu Grunde aber auch immer ein gleiches (homogenes) Merkmal liegt, von welchem aus der Vergleich überhaupt stattfinden kann. Eben jene Vergleiche finden außerdem immer in kulturellem und historischen Rahmen statt. Hierbei werden nach Sturm (2016) die Heterogenitätsmilieus der sozioökonomischen Heterogenität, der geschlechterbedingten Heterogenität, der migrationsbedingten Heterogenität, der behinderungsbedingten Heterogenität und der Leistungsdifferenzen betont. Wellenreuter unterscheidet vor allen Dingen die Merkmale kognitiver Heterogenität im Zusammenhang mit Schule (sh. Heterogenität).

## Bedeutung
Durch die Einbindung in kulturelle und historische Rahmungen sind Heterogenitätsmerkmale nicht neutral, sondern werden immer im entsprechenden Kontext gewertet. Dies kann zu einer Benachteiligung von Schülern im Unterricht führen. Zugleich befördern Passungsprobleme des Schulsystems (auf Makro-, Meso- und Mikroebene, also in schulpolitischen und schulstrukturellen Entscheidungen von Ländern und Einzelschulen, sowie in unterrichtlichen Handlungsoptionen) den Hang zur Homogenisierung von Lern- und Arbeitsgruppen. Zu diesen Passungsproblemen zählt beispielsweise fehlende Unterstützung in Form von Kooperationen, Arbeitszeit oder Schulungen. Der didaktische Umgang mit Heterogenität ist eng verknüpft mit den Prinzipien von Differenzierung, Individualisierung und anderen Formen adaptiven oder offenen Unterrichtes. Besonders aber spielen Vorerfahrungen, Einstellungen sowie Belastungsempfinden von Lehrkräften eine Rolle bei der Wahrnehmung und dem Umgang mit Heterogenität. Um also Benachteiligungen (oder Bevorzugungen) zu vermeiden, sollten Lehrkräfte ein Bewusstsein für Passungsprobleme, eigene Präkonzepte und sozialen Bias schaffen und somit Heterogenitätssensibilität generieren. Oder, nach Schmitz und Simon (2018): „Dem Konstrukt der Heterogenitätssensibilität liegt die Annahme zugrunde, dass ein inklusiver (Fach-)Unterricht heterogenitätssensibel gestaltet werden muss, um Lernprozesse für alle Schüler erfolgreich und diskriminierungsfrei zu gestalten.“ Für heterogenitätssensibel gestalteten Fachunterricht sind Lehrerkompetenzen in den Bereichen der Reflexion der Einstellungen, Haltungen und Überzeugungen, diagnostische Kompetenzen, sowie didaktisch-methodische Kompetenzen von  höchster Bedeutung.

## Wahrnehmung von Heterogenität
Eines der Merkmale guten Unterrichtes ist ein förderliches Lernklima. Hierzu gehört für Schüler auch in ihrer Verschiedenheit wahr- und ernst genommen zu werden. Das Beachten von unterschiedlichen kognitiven oder direkten Lernvoraussetzungen spielt dabei eine ebenso große Rolle wie sozial konstruierte oder entwicklungspsychologisch bedingte Gegebenheiten die auf das Empfinden der Schülern im Lernraum einwirken. Hierzu kann sowohl das Erkennen und Annehmen sexueller Identität gehören, das Angehören einer Minderheitengruppe, die bio-rhythmsiche Leitungsfähigkeit oder andere Voraussetzungen die die Schüler mitbringen. Die vielfältigen Schülermerkmale (nicht nur im Bereich der kognitiven und motivationalen Lernvoraussetzungen) die einen Einfluss auf das Lernen haben können, geben die Frage auf, welche berücksichtigt bzw. welche explizit nicht berücksichtigt werden sollten. Eine Frage die pauschal nicht beantwortet werden kann. Das Wahrnehmen von Lernvoraussetzungen und Interessen der Schüler ist in erster Linie  auch die Grundvoraussetzung einer angemessenen Förderung bzw. Konzeption von gelingender Binnendifferenzierung oder adaptivem Unterricht. Ziel adaptiven Unterrichtes wiederum ist die Erlangung einer besseren Passung zwischen Lernvoraussetzungen und Lernangebot.

## Heterogenitätssensible Unterrichtsgestaltung
Heterogenitätssensible Unterrichtsgestaltung kann vielfältig aussehen, bezogen auf diagnostische Aufgaben, die Reflexion eigener Einstellungen, die methodisch-didaktische Anpassung als adaptiven Unterricht oder die Leistungsbeurteilung.
Da Heterogenität und Heterogenitätssensibilität noch nicht als ausreichend definiert zu bezeichnen sind, kann an dieser Stelle kein Konzept für heterogenitätssensiblen Unterricht entworfen werden. Eine Auseinandersetzung mit Heterogenität sollte allerdings durch Lehramtsstudierende ebenso stattfinden wie durch langjährige Lehrkräfte. Heterogenität und der Blick auf Heterogenität ist wie oben erwähnt eingebettet in kulturell-historischen Kontext und so nicht statisch anzusehen.

## Leistungsbeurteilung
Die schülerbezogene Diagnostik und die damit verbundenen Wahrnehmungen und Beobachtungen finden nicht nur als Instrument zur Förderung individueller Schüler, sondern auch zur Bewertung von Leistungen und zum Erstellen von Empfehlungen oder Beratungen statt. Sie sind für Schüler insofern von besonderer Bedeutung für ihre weitere Schul- und Ausbildungslaufbahn. Gerade bei der Leistungsbeurteilung liegen etliche Studien vor, die belegen, dass Stereotype bei Lehrkräften zu Verzerrungen in der Leistungsbeurteilung führen können.
So stellte eine Studie im Schuljahr 2013/2014 eine deutliche Verzerrung bei der Leistungserwartung gegenüber Schüler verschiedener Herkunft fest:
„Im Unterrichtsfach Deutsch finden sich negative Verzerrungen in den Erwartungen der Lehrkräfte an Kinder mit einem türkischen Zuwanderungshintergrund, an Kinder aus sozial schwächeren Familien sowie an Jungen. Bei der Betrachtung des Unterrichtsfachs Mathematik finden sich ebenfalls Verzerrungen nach der sozialen Herkunft.[… ] Dass sich ethnische Verzerrungen in den Lehrererwartungen je nach Herkunfts- gruppe unterscheiden, verweist auf gruppenspezifisch variierende ethnische Stereotype.“ (Lorenz et al. 2016, S. 104) Ein heterogenitätssensibler Ansatz muss also verschiedene Lernvoraussetzungen und Vielfalt in Herkunft, Persönlichkeit und Entwicklung anerkennen, ohne dabei auf stereotype Sichtweisen zurückzugreifen. Mehr noch, Stereotype und Alltagshollistiken sollten durch einen sensiblen Umgang mit Vielfalt erkannt und vermieden werden.

## Weitere Herausforderungen und Kritik
- Da Heterogenität verschiedene Ebenen aufweist, ist es für Lehrkräfte schwierig als gleichwertig wahrzunehmen. Einige werden bewusst wahrgenommen und fokussiert, andere werden unbewusst wahrgenommen. Eine Lehrkraft unterliegt immer ihrem persönlichen „Filter“ von Einstellungen, Wertungen und Verhaltensweisen, gerade auch im Bezug auf Lerngruppen. Um die „Bearbeitbarkeit“ einer Gruppe herzustellen, werden unbewusst Merkmale gefiltert oder es wird in Kleingruppen aufgeteilt und so auf ein Merkmal bezogen homogenisiert.
- Die Forderungen nach Individualisierung des Unterrichtes als Form des Umganges mit Heterogenität und der Idee der Inklusion könnten hinter den Kompetenzerwerbsforderungen der empirischen Lehr-Lernforschung, die Standardisierung und Vergleichbarkeit als erstrebenswert erachtet, in den Hintergrund gedrängt werden. In diesem Zusammenhang bleibt die Sorge, dass eine ausgeprägte Heterogenitätssensibilität zu einer Verschärfung der vorhandenen Selektion führen und Ungleichheiten begünstigen könnte. Schulentwicklung muss also aus mehreren Perspektiven beleuchtet werden um eine gegenseitig negative Beeinflussung zweiter Ideen zu vermeiden.
- Die Verantwortung im „Umgang“ mit Heterogenität wird häufig entweder denjenigen angetragen, die die „Heterogenitätsmerkmale“ mitbringen, sie aber selten in ihren Auswirkungen beeinflussen können. Oder sie wird der Lehrkraft als durch ihre oben genannten diagnostischen, didaktischen und fachlichen Kompetenzen auferlegt, die Heterogenität in diesem Zusammenhang oft als Belastung erleben. Eine strukturelle Auseinandersetzung, die erstens das relevant werden von Heterogenitätsmerkmalen unter bestimmten Bedingungen beleuchtet und zweitens in diesem Sinne Umgang mit Heterogenität als mehrere Ebenen tangierende Aufgabe anerkennt, bleibt mit hier aus.